# Intuitivní marketing
Intuitivní  marketing je marketingem určeným zejména menším a středním firmám. Na rozdíl od „klasického“ marketingu je zde nezbytným předpokladem vysoká motivace a angažovanost podnikatele či marketéra.
Intuitivní marketing je vzhledem ke svému zaměření na menší podnikatelské subjekty úzce propojen s prodejem. Nejsou zde tedy striktně odděleny funkce ryze marketingové od samotných obchodních činností, protože ani v těchto firmách takové rozdělení není. Výhodou takového pojetí je rychlejší tok a využití marketingových informací, což je na dnešních rychle se měnících trzích důležité.
Intuitivní marketing je marketingem vztahovým, tedy zaměřeným především na budování a upevňování dlouhodobých vztahů se zákazníky. K tomu využívá obsáhlých a detailních znalostí potřeb zákazníků, zjišťovaných ovšem ne klasickým průzkumem trhu, ale intenzivní komunikací. Druhým nástrojem jsou pak postoje podnikatele, zaměřené na službu zákazníkovi. V intuitivním marketingu jde o to, aby tyto postoje byly upřímné – tedy ne šablonou nebo maskou, ale skutečnou vnitřní potřebou podnikatele, což je mnohem účinnější.
Intuitivní marketing se nezajímá jen o potřeby zákazníků týkající se produktů, ale také o potřeby osobní, psychologické. Působí tedy na obě tyto oblasti naráz. Pokud jde o samotnou nabídku, hledá individuální řešení, založené na detailním zjištění potřeby a pružné reakci. U osobních potřeb, jak je známe třeba z Maslowovy pyramidy, hledá cesty k jejich naplnění současně s obchodními vztahy. Výsledkem jsou pak silná obchodní i osobní pouta se zákazníky.
Protože v intuitivním marketingu jsou vztahy důležitější než produkt a komunikace má na jejich vytváření a upevňování zásadní podíl, je nejdůležitější činností intuitivního marketéra. Přednost má komunikace osobní, takže reklama zde nemá takový význam, jako v klasickém marketingu. Častěji se používá osobní korespondence, telefonáty a zejména jednání tváří v tvář.
Intuitivní marketing umožňuje malým a středním podnikatelům obstát v konkurenci velkých firem, protože tímto způsobem dokážou využít jejich slabin – nepružnosti, odosobnělosti, standardizaci nabídky.